# Сангальюш
Сангальюш (порт. Sangalhos) — район (фрегезия) в Португалии, входит в округ Авейру. Является составной частью муниципалитета Анадия. Находится в составе крупной городской агломерации Большое Авейру. По старому административному делению входил в провинцию Бейра-Литорал. Входит в экономико-статистический субрегион Байшу-Воуга, который входит в Центральный регион. Население составляет 4350 человек. Занимает площадь 17,24 км².
Покровителем района считается Св. Викентий (порт. São Vicente).